# Halálozások 1972-ben
Ez a szócikk az 1972-es évben elhunyt nevezetes személyeket sorolja fel.

## December
| Dátum        | Név             | Foglalkozás / tisztség                                         | Kor | Forrás |
| ------------ | --------------- | -------------------------------------------------------------- | --- | ------ |
| december 27. | Dutka Ákos      | költő, író, szerkesztő, újságíró                               | 091 |        |
| december 26. | Harry S. Truman | amerikai politikus, elnök (1945–1953)                          | 088 |        |
| december 2.  | Jíp Man         | kínai harcművész, oktató, kungfu nagymester, Bruce Lee mestere | 079 |        |

## November
| Dátum | Név | Foglalkozás / tisztség | Kor | Forrás |
| ----- | --- | ---------------------- | --- | ------ |

## Október
| Dátum       | Név           | Foglalkozás / tisztség                                     | Kor | Forrás |
| ----------- | ------------- | ---------------------------------------------------------- | --- | ------ |
| október 26. | Igor Sikorsky | orosz származású amerikai helikopter- és repülőgép-tervező | 083 |        |

## Szeptember
| Dátum | Név | Foglalkozás / tisztség | Kor | Forrás |
| ----- | --- | ---------------------- | --- | ------ |

## Augusztus
| Dátum         | Név                 | Foglalkozás / tisztség | Kor | Forrás |
| ------------- | ------------------- | ---------------------- | --- | ------ |
| augusztus 17. | Alekszandr Vampilov | orosz író, drámaíró    | 034 |        |

## Július
| Dátum      | Név                      | Foglalkozás / tisztség     | Kor | Forrás |
| ---------- | ------------------------ | -------------------------- | --- | ------ |
| július 21. | Dzsigme Dordzsi Vangcsuk | bhutáni király (1952–1972) | 043 | —      |
| július 14. | Olavi Virta              | finn énekes                | 057 |        |

## Június
| Dátum | Név | Foglalkozás / tisztség | Kor | Forrás |
| ----- | --- | ---------------------- | --- | ------ |

## Május
| Dátum     | Név               | Foglalkozás / tisztség                              | Kor | Forrás |
| --------- | ----------------- | --------------------------------------------------- | --- | ------ |
| május 28. | VIII. Eduárd      | Nagy-Britannia királya, India császára              | 077 |        |
| május 2.  | John Edgar Hoover | amerikai rendőrtiszt, az FBI igazgatója (1935–1972) | 077 |        |

## Április
| Dátum       | Név            | Foglalkozás / tisztség                                               | Kor | Forrás |
| ----------- | -------------- | -------------------------------------------------------------------- | --- | ------ |
| április 25. | George Sanders | angol film- és televíziós színész, énekes-dalszerző, zeneszerző, író | 065 |        |

## Március
| Dátum      | Név       | Foglalkozás / tisztség | Kor | Forrás |
| ---------- | --------- | ---------------------- | --- | ------ |
| március 1. | L. Onerva | finn költő             | 089 |        |

## Február
| Dátum | Név | Foglalkozás / tisztség | Kor | Forrás |
| ----- | --- | ---------------------- | --- | ------ |

## Január
| Dátum      | Név       | Foglalkozás / tisztség | Kor | Forrás |
| ---------- | --------- | ---------------------- | --- | ------ |
| január 26. | Uitz Béla | festőművész, grafikus  | 084 |        |